# Izboljšane tehnike zasliševanja
"Izboljšane tehnike zasliševanja" ali "okrepljeno zaslišanje" je evfemizem za sistemski program mučenja pridržanih s strani Centralna Obveščevalna Služba (CIA), Obrambno Obveščevalna Agencija (DIA) in različne komponente U.S. Armed Forces v "black site" ih po vsem svetu, vključno s Bagram, Guantanamo Bay, in Abu Ghraib, pooblastili uradniki George W. Bush administracija. Uporabljene metode so vključevale pretepanje, vezanje v izkrivljeno Stresni položaji, "hooding", izpostavljenost gluhemu hrupu, motnje spanja, pomanjkanje spanja do točke halucinacij, odvzem hrane, pijače in zadrževanje zdravstvene oskrbe ran, pa tudi "waterboarding", "walling", spolno ponižanje, izpostavljenost močni vročini ali skrajnemu mrazu in zaprtje v majhnih škatlah, podobnih krsti. 
Risbe zapornikov iz Guantanama nekaterih od teh mučenj, ki jim je bil tudi sam podvržen, so bile objavljene v The New York Times. Nekatere od teh tehnik spadajo v kategorijo, znano kot "belo mučenje". Več pridržanih je bilo zdravstveno nepotrebnih "rehidracija rektuma", "oživljanje rektalne tekočine", in "rektalno hranjenje". Poleg brutalizacije pripornikov so grozile tudi njihovim družinam, kot so grožnje otrokom in grožnje spolni zlorabi ali prerezu grla zapornikov mater.
Število pridržanih, ki so bili podvrženi tem metodam, ni bilo nikoli verodostojno ugotovljeno, niti koliko jih je umrlo zaradi režima zasliševanja, čeprav naj bi bilo to število vsaj 100. CIA priznava, da so na izvajali "waterboarding" na treh osebah, vpletene v September 11 napadi: Abu Zubaydah, Khalid Sheikh Mohammed, in Mohammed al-Qahtani. Odbor za Obveščevalni Senat je našel fotografije vodne deske, obdane z vedri vode na Salt Pit zapor, kjer je CIA trdila, da "waterboarding" nikoli ni bilo uporabljeno. Nekdanji stražarji in zaporniki v Gvantanamu so povedali, da so bile smrti, ki jih je ameriška vojska takrat imenovala za samomore, v resnici mučenja. Za ta ali za priznana umorjenja, povezana z mučenjem v Abu Ghraibu in Bagramu, ni bila uvedena nobena obtožba.
Pojavile so se razprave o tem, ali je "okrepljeno zasliševanje" kršilo ameriške zakone o mučenju oz mednarodna zakonodaja kot je Konvencija ZN proti mučenju. leta 2005, CIA uniči videoposnetke upodobitev zapornikov, ki jih zaslišujejo pod mučenjem; notranja utemeljitev je bila, da je bilo to, kar so pokazali, tako grozljivo, da bi bilo "uničujoče za CIA" in da "toplota uničevanja ni nič v primerjavi s tem, kar bi bilo, če bi trakovi kdaj prišli v javno last." Združeni narodi posebnega poročevalca o mučenju, Juan Mendez, izjavil, da je "waterboarding" mučenje - "nemoralno in nezakonito", leta 2008 pa šestinpetdeset Demokratska stranka člani Ameriški kongres zaprosila za neodvisno preiskavo.
Ameriški in evropski uradniki, vključno z nekdanjim direktorjem CIA Leon Panetta, nekdanji častniki CIA, tožilec v Guantanamu in sodnik vojaškega sodišča so "okrepljeno zaslišanje" označili za evfemizem mučenja. Leta 2009 oba predsednika Barack Obama in generalni državni tožilec Eric Holder sta dejala, da nekatere tehnike pomenijo mučenje, in zavrnil njihovo uporabo. Niso hoteli preganjati CIA, Ministrstvo za obrambo ZDA, ali uradniki Busheve administracije, ki so odobrili program, medtem ko puščajo odprto možnost sklica preiskave "Komisija za resnico" za tisto, kar je predsednik Obama imenoval "nadaljnje računovodstvo".
Julija 2014 je Evropsko sodišče za človekove pravice ormalno presodil, da je "okrepljeno zasliševanje" enako mučenju, in Poljski odredil, naj plača povračilo moškim, ki so jih mučili na tamkajšnjem "black site" CIA. Decembra 2014 je ameriški senat objavil približno 10% Poročilo senatnega obveščevalnega odbora o mučenju CIA, poročilo o uporabi mučenja s strani Cie v času George W. Bush uprave.

## Zgodovina odobritve Busheve administracije
Skoraj takoj po 9/11 napadu, Uradniki Busheve administracije, ki so se prek video povezav sklicali iz bunkerjev, so se napadi odločili obravnavati kot vojna dejanja in ne le kot zločine. Pojavilo se je vprašanje: ali so bili zajeti ujetniki obravnavani kot vojni ujetniki? Uradniki, vključno z odvetnikom ministrstva za pravosodje John Yoo, so priporočili, da se jih uvrsti med "pridržane osebe" zunaj zaščite ženevskih konvencij ali katerega koli drugega domačega ali vojaškega zakona in jih zaprejo v posebne zapore namesto v vojašnice " taborišče za vojne ujetnike, ki ste ga videli v Hoganovi junaki ali Stalag 17." 17. septembra 2001 je predsednik Bush podpisal še vedno zaupno direktivo, ki daje CIA pooblastilo, da tajno zapira in zaslišuje pridržane.
Konec leta 2001 so bili prvi pridržani, vključno z moškimi, kot je Murat Kurnaz in Lakhdar Boumediene, kasneje ugotovljeno, da so nedolžni in aretirani po pomanjkljivih obveščevalnih podatkih ali prodani CIA-i za dobrodelnost, privedeni na hitro k improvizirani CIA / vojski baze, kot je Kandahar, Afganistan. Bili so izpostavljeni udarcem, električnim udarom, izpostavljanju izjemnemu mrazu, obešenju s stropa z rokami in utopitvi v vedrih vode. Zaradi tega je umrlo neznano število. Konec leta 2001 in v začetku leta 2002 je bilo zaslišanje pod mučenjem na tajnih mestih še vedno priložnostno, še ni bilo organizirano kot birokratski program niti sankcionirano pod pravnim okvirom ministrstva za pravosodje.
Že novembra 2001 je generalni zagovornik Cie začel preučevati zakonitost mučenja in zapisal, da lahko "izraelski primer" (uporaba fizične sile proti stotim zapornikom) služi kot "možna podlaga za prepiranje ... mučenje je bilo potrebno, da se prepreči neposredna, pomembna fizična škoda za osebe, kadar ni na voljo drugih načinov za preprečitev škode. "
Aprila 2002 je CIA ujela svojega prvega pomembnega zapornika Abuja Zubaydah, ki je bil na predlog psihologa premeščen na "black site" CIA James Mitchell CIA se je lotila metod zasliševanja, ki so vključevale pomanjkanje spanja z uporabo močnih luči in glasne glasbe - še pred kakršnim koli pravnim dovoljenjem ministrstva za pravosodje ZDA. Kasneje istega aprila je dr. Mitchell predlagal seznam dodatnih taktik, med drugim zapiranje ljudi v utesnjene škatle, oklepanje v bolečih položajih, držanje budnih po en teden, pokrivanje z žuželkami in deskanje na vodi, kar Združene države Amerike je pregon vojnih zločinov že prej označeval kot mučenje.
Jose Rodriguez, vodja tajne službe Cie, je od svojih nadrejenih zaprosil za dovoljenje za "alternativni sklop zasliševalnih postopkov". CIA je iskala imuniteto pred pregonom, včasih znano tudi kot "kartica brez zapora".
Maja 2002 so visoki predstavniki Busheve administracije, vključno z direktorjem Cie George Tenet, svetovalcem za nacionalno varnost Condoleezza Rice, podpredsednikom Dick Cheney, državnim sekretarjem Colin Powell, obrambnim ministrom Donald Rumsfeld in generalni državni tožilec John Ashcroft sta se sestala, da bi razpravljala o tem, katere tehnike bi lahko CIA zakonito uporabila proti Abu Zubaydah. Condoleezza Rice se je spomnila, "da so ji povedali, da je bilo ameriško vojaško osebje na usposabljanju podvrženo nekaterim fizičnim in psihološkim tehnikam zaslišanja ..." Med razpravami naj bi John Ashcroft dejal: "Zakaj o tem govorimo v Beli hiši? Zgodovina tega ne bo ocenila prijazno."
Ko je Ministrstvo za pravosodje končalo tisto, kar danes imenujejo Mortur Memos, je Condoleezza Rice CI povedala, da so bile tehnike odobrene julija 2002. Dick Cheney je rekel: "Podpisal sem pogodbo; tudi drugi." Leta 2010 je Cheney dejal: "Bil sem in ostajam odločen zagovornik našega okrepljenega programa zasliševanja." Leta 2009 je Rice dejal: "Nikoli nikogar nismo mučili;" trdila je, da zloraba "ni mučenje", ampak "zakonito" in "prav".
Poleg tega CIA v letih 2002 in 2003 pravi, da je več demokratičnih voditeljev kongresa seznanila s predlaganim programom "okrepljene tehnike zasliševanja". Med temi kongresnimi voditelji je bila Nancy Pelosi, bodoča predsednica parlamenta in demokrata za obveščevalni odbor Jane Harman. Po navedbah prisotnih uradnikov je bil na sestanke odgovor "tiho strinjanje, če ne celo popolna podpora". Ga. Harman je bila edina vodja kongresa, ki je ugovarjala predlagani taktiki. Nekdanji senator Bob Graham (D-Fla.), Predsednik senatskega obveščevalnega odbora po napadih 11. septembra, je dejal, da ni bil seznanjen z deskanjem na vodi in da so v treh primerih uradniki agencije dejali, da je bil dneve, ko se je njegov osebni dnevnik udeleževal sestankov kaže, da je bil drugje.
Vsaj en uradnik Busheve administracije je nasprotoval mučenju zapornikov, najstarejši svetovalec Condoleezze Rice, Philip Zelikow. Ko je izvedel podrobnosti programa, je Zelikow Riceu napisal dopis, s katerim je izpodbijal zapise mučenja ministrstva za pravosodje, saj je verjel, da so napačni tako zakonsko kot politično. Zelikowovo sporočilo je opozorilo, da so tehnike zasliševanja kršile ameriško zakonodajo in bi lahko vodile v pregon za vojne zločine. Bushova administracija je poskušala zbrati vse kopije Zelikowovega zapisnika in jih uničiti. Jane Mayer, author of The Dark Side, Zelikowa navaja, da napoveduje, da bo "spust Amerike na mučenje sčasoma gledan kot japonska internacija", saj so "strah in tesnobo izkoriščali revne in norci."

## Razvoj tehnik in usposabljanje
Pooblaščeno "okrepljeno zaslišanje" (začetnik tega izraza ni znan, vendar se zdi, da gre za calque nemškega"verschärfte Vernehmung", kar pomeni "okrepljeno zaslišanje", ki ga je leta 1937 uporabil Gestapo šef  Heinrich Müller) je temeljila na delu James Elmer Mitchell in Bruce Jessen v programu  Survival Evasion Resistance Escape (SERE). CIA je s psihologoma sklenila pogodbo o razvoju alternativnih, ostrih tehnik zasliševanja. Vendar noben od obeh psihologov ni imel izkušenj z izvedbo zaslišanj. Polkovnik rezervnega letalstva Steve Kleinman je izjavil, da je CIA "izbrala dva klinična psihologa, ki sploh nista imela inteligence in nista izvedla zaslišanja ..., da bi naredila nekaj, kar v resničnem svetu še ni bilo dokazano." Mitchellova in Jessenova sodelavca sta bila do svojih metod skeptična in sta menila, da nimata nobenih podatkov o vplivu treninga SERE na človeško psiho. CIA je izvedela, da je bilo strokovno znanje Mitchella in Jessena na področju vodnega deskanja verjetno "napačno predstavljeno", zato ni bilo razloga za domnevo, da je medicinsko varno ali učinkovito. Kljub pomanjkljivostim izkušenj in znanja sta se psihologa pohvalila, da sta plačana 1000 USD na dan (equivalent to $1.420 in 2021) plus stroški, ki jih je CIA za svoje delo oprostila davka.
Program SERE, ki sta ga Mitchell in Jessen preoblikovala, je bil uporabljen za šolanje pilotov in drugih vojakov, kako se upreti  "pranje možganov" tehnikam, za katere domnevajo, da so jih Kitajci uporabljali za pridobivanje lažnih izpovedi zajetih Američanov med korejsko vojno. V programu so bili udeleženci "waterboarding" ... pomanjkanje spanja, izolacija, izpostavljenost ekstremnim temperaturam, zaprti prostori v majhnih prostorih, bombardiranje z bolečimi zvoki na zelo škodljivih ravneh decibelov ter versko in spolno ponižanje," 
vključno s prisilnim  klistir 
in drugi analni napad. Pod nadzorom Cie sta Miller in Jessen prilagodila SERE v žaljiv program, namenjen usposabljanju agentov Cie, kako uporabljati ostre tehnike zasliševanja za zbiranje informacij od pripornikov teroristov. Pravzaprav bodo vse zgoraj naštete taktike pozneje poročane v poročilu Mednarodnega odbora Rdečega križa o štirinajstih zapornikih visoke vrednosti v priporu Cie, kot da so bile uporabljene pri Abu Zubaydah.
Stephen Soldz, Steven Reisner in Brad Olson so napisali članek, ki opisuje, kako uporabljene tehnike posnemajo tisto, kar so učili v SERE - programu: "Survival, Evasion, Resistance of the military" , in Escape program, ki usposablja ameriške sile za posebne operacije, letalce in druge z velikim tveganjem zajetja na bojnem polju, da bi se izognili zajetju in se uprli "zlomu" pod mučenjem, zlasti z lažnimi izpovedmi ali sodelovanjem z njihovimi ujetniki. "
Psihologi so se močno zanašali na poskuse ameriškega psihologa Martina Seligmana v sedemdesetih letih na naučena nemoč. 
V teh poskusih so bili psi v kletkah naključno izpostavljeni hudim električnim udarcem, da bi popolnoma zlomili svojo voljo do upiranja. Mitchell in Jessen sta to idejo uporabila za zaslišanje Abu Zubaydah. Številne tehnike zasliševanja, uporabljene v programu SERE, vključno z vodnimi deskami, hladnimi celicami, dolgotrajnim stanjem in pomanjkanjem spanja, so bile v času ujetja Abu Zubaydah v skladu z ameriškim in mednarodnim pravom in pogodbami prej nezakonite. Dejansko so ZDA preganjale japonske vojaške uradnike po drugi svetovni vojni in ameriške vojake po vietnamski vojni zaradi vodnega deskanja in že leta 1983. Od leta 1930 so ZDA pomanjkanje spanja opredelile kot nezakonito mučenje. Številne druge tehnike, ki jih je razvila CIA, predstavljajo nečloveško in ponižujoče ravnanje in mučenje po Konvenciji Združenih narodov proti mučenju in členu 3 Evropske konvencije o človekovih pravicah.
Po Human Rights First:
Notranji FBI-jevi dopisi in poročila v tisku kažejo, da je usposabljanje za SERE osnova za nekatere najstrožje tehnike, ki jih je Pentagon dovolil za uporabo pripornikov v letih 2002 in 2003.
In  Salon  je zapisal:
V zapriseženi izjavi nekdanjega šefa zasliševalnega elementa v Guantánamu 22. marca 2005 je dejal, da so inštruktorji iz SERE svoje metode poučevali tudi zasliševalce ujetnikov na Kubi.
Medtem ko je Jane Mayer poročala za  The New Yorker :

Po navedbah podružnice SERE in dveh drugih virov, ki so seznanjeni s programom, je po 11. septembru več psihologi, ki je podkovan v tehnike SERE, začelo svetovati zasliševalcem v zalivu Guantánamo in drugje. Nekateri od teh psihologov so v bistvu "poskušali reverzirati" program SERE, kot se je izrazil pridruženi član. "Vzeli so dobro znanje in ga uporabili na slab način," je dejal še en vir. Izpraševalci in člani BSCT v Guantánamu so sprejeli prisilne tehnike, podobne tistim, ki so bile zaposlene v programu SERE.
in še naprej poroča:
di se, da so bile številne metode zasliševanja, uporabljene pri usposabljanju SERE, uporabljene v Guantánamu. "
Dvostransko poročilo, objavljeno leta 2008, navaja, da:
memorandum iz februarja 2002, ki ga je podpisal predsednik George W. Bush, v katerem je navedeno, da Tretja Geneva konvencija, ki zagotavlja humano ravnanje z  vojnimi ujetniki, ne velja za Al-Kaido ali talibanov zapornikov in dopis iz decembra 2002, ki ga je podpisal nekdanji  obrambni minister Donald Rumsfeld, v katerem je odobril uporabo "agresivnih tehnik" proti zapornikom, ki so bili pridržani v Priporno taborišče v zalivu Guantanamo, Zaliv Guantanamo, kot ključni dejavniki, ki vodijo do obsežnih zlorab.
Toda v memorandumu Busheve administracije iz februarja 2002 je bilo dejansko navedeno, da Ženevske konvencije ne zajemajo samo zapornikov Al-Kaide. V istem ukazu je bilo določeno, da bi bili pridržani talibani upravičeni do obravnave v skladu s  Skupni člen 3 Geneva kovenciji.
 Ti standardi so bili uvedeni za vse pridržane osebe leta 2006, vključno s člani Al Kaide, po razsodbi vrhovnega sodišča v Hamdan proti Rumsfeld.
Donald Rumsfeld je po šestih tednih razveljavil svoj dopis iz decembra 2002.
Skupni člen 3 ostaja politika pod Obamova uprava in ne ravnovesje Tretje ženevske konvencije.

### Centralna Obveščevalna Služba
A Congressional bipartisan report in December 2008 je ugotovila, da:
ostre tehnike zasliševanja, ki sta jih uporabljali CIA in ameriška vojska, so bile neposredno prilagojene tehnikam usposabljanja, ki se uporabljajo za pripravo osebja specialnih sil, da se uprejo zasliševanju sovražnikov, ki mučijo in zlorabljajo zapornike. Tehnike so vključevale  prisiljena golota, boleče stresne položaje, pomanjkanje spanja in do leta 2003 deskanje na vodi, oblika simuliranega utapljanja.
Glede na ABC News, nekdanji in sedanji uradniki Cie so se javili, da bi razkrili podrobnosti tehnik zasliševanja, dovoljenih v CIA. Tej vključujejo:
1. Waterboarding: Zapornik je vezan na  zavrnjena deska, noge dvignjene in glavo nekoliko pod nogami. Material je ovit po ujetnikovem obrazu in po njem zalije voda, zadušitev zapornika.
2. Hypothermia: jetnik ostane nag v celici v bližini 50 °F (10 °C), medtem ko ga redno polivajo s hladno vodo, da bi povečali hitrost izgube toplote od telesa.
3. Stresni položaji: Zaporniki so prisiljeni stati več, več kot 40 ur, vklenjeni in z nogami, priklenjenimi na očesni vijak na tleh (in / ali steni), zaradi česar je teža zapornikov le ena ali dve mišici. To ustvarja močan pritisk na noge, kar vodi najprej do bolečine, nato pa do odpovedi mišic.
4. Udari trebuha: Močan, odprt klofut se nanese na zapornikov trebuh. Zdravniki, ki so se posvetovali o tej zadevi, so odsvetovali uporabo udarcev, ki bi lahko povzročili trajno notranjo škodo.
5. Žaljiv udarec: Zapornikovemu obrazu priskrbijo odprti klofuti, katerih namen je povzročiti bolečino in sprožiti strah.
6. Tresenje: zasliševalec na silo zgrabi zapornikovo srajco in ga strese.

Decembra 2007 je direktor Cie  Michael Hayden izjavil, da "so od približno 100 zapornikov, ki so bili do danes pridržani v programu Cie, izboljšane tehnike uporabljali približno 30, deskanje na vodi pa le tri." .
Poročilo "Eksperimenti v mučenju: raziskave človeškega subjekta in dokazi o eksperimentiranju v" okrepljenem "programu zasliševanja", ki ga je objavila zagovorniška skupina Zdravniki za človekove pravice, opisuje osebje v Uradu za zdravstvene storitve (OMS) Cie. izvajanje raziskav na zapornikih, saj so bile zgornje tehnike uporabljene serijsko in v kombinaciji. To poročilo je temeljilo na predhodno  tajnih dokumentih, ki jih je Obamova administracija dala na voljo leta 2010.
Po poročilih ABC leta 2007 je CIA leta 2006 s seznama sprejemljivih tehnik zasliševanja umaknila vodno desko. ABC je nadalje navedel, da je bila zadnja uporaba deske leta 2003.

### Obrambno Obveščevalna Agencija
Leta 2003 je obrambna "delovna skupina" ministra za obrambo Donalda Rumsfelda zahtevala, naj DIA pripravi skupine za zaslišanje zapornikov. Glede na leto 2008 ZDA Odbor za oborožene službe senata v poročilu o ravnanju z zaporniki v ameriškem pridržanju je DIA začela sestavljati seznam tehnik s pomočjo civilnega uslužbenca, nekdanjega vodje nadzornega elementa za zaslišanje v Guantanamu (ICE) Davida Beckerja. Becker je zatrdil, da so člane delovne skupine še posebej zanimale agresivne metode in da "ga spodbujajo k temu, da govori o tehnikah, ki povzročajo bolečino.":111
Ni znano, v kolikšni meri so bila uporabljena priporočila agencije ali kako dolgo, a po istem poročilu senata je seznam, ki ga je sestavila DIA, vključeval uporabo "zdravil, kot sta natrijev pentotal in demerol", ponižujoče zdravljenje z zasliševalkami in pomanjkanje spanja. Becker je zatrdil, da uživanje mamil priporoča zaradi govoric, da jih je druga obveščevalna agencija, katere ime je bilo redirano v poročilu senata, v preteklosti že uspešno uporabljala.:112 Glede na analizo  Urada obrambnega inšpektorja je DIA navedla utemeljitev uporabe drog, da "[sprosti] pripornika v zadružno državo" in to misli - spreminjajoče se snovi niso bile uporabljene.
Nekaj bolj groznih razkritij domnevnih ostrih zaslišanj DIA je prišlo od policistov FBI, ki so skupaj z drugimi agencijami izvajali lastne preglede pridržanih v Guantanamu. Po enem poročilu so jih zasliševalci takratne DIA-jeve obrambne službe HUMINT (trenutno obrambna tajna služba) prisilili subjekte h gledanju gejevske pornografije in jih oblekli z  Izraelska zastava  in jih 16–18 ur zasliševali v prostorih osvetljenih z lučmi (strobonske luči)16–18 ur, medtem ko je zapornikom ves čas govoril, da so iz FBI-ja.
Pravi FBI-jev operater je bil zaskrbljen, da bodo stroge metode DIA in lažno predstavljanje agentov FBI otežile zmožnost urada, da pravilno opravlja svoje delo, češ, "naslednjič, ko bo resnični agent poskušal govoriti s tem tipom, si lahko predstavljate rezultat."  Kasnejša vojaška preiskava je nasprotovala trditvam FBI z izjavo, da je ravnanje z zaporniki ponižujoče, vendar ne nečloveško, ne da bi se lotili trditev osebja DIA, ki se redno predstavlja kot uradniki FBI - običajno kaznivo dejanje kaznivo dejanje. Leto pred zaključkom te preiskave je bilo razkrito, da so bila zaslišanja  posebne enote ameriških vojaških služb veliko ostrejša in bolj fizična kot katera koli od zgoraj omenjenih praks DIA, tako da je 2 Uradniki DIA naj bi se pritožili, nato pa so jim grozili zasliševalci, ki niso DIA.
Podobne dejavnosti naj bi se zgodile pri operativcih DIA v Bagram, kjer je organizacija že leta 2010 vodila tako imenovani "črni zapor". Glede na poročilo, ki ga je objavil The Atlantic, je bilo v zaporu osebje DIA DCHC, ki so bili obtoženi pretepanja in spolnega poniževanja ciljev visoke vrednosti na tem mestu. Priporni center je preživel črna mesta, ki jih je vodila Centralna obveščevalna agencija, pri čemer naj bi DIA še naprej uporabljala "omejene" metode zasliševanja v objektu s tajnim pooblastilom. Ni jasno, kaj se je zgodilo s tajnim objektom po prenosu baze leta 2013 afganistanskim oblastem po več odlogah.

### Ameriške oborožene sile
Naslednje tehnike je odobrila ameriška vojska:
1. Vpiti
2. Glasna glasba in nadzor svetlobe
3. Okoljska manipulacija
4. Pomanjkanje spanja / prilagoditev
5. Stresni položaji
6. 20-urna zaslišanja
7. Nadzorovan strah (vključno z uporabo psov)

Novembra 2006 je nekdanji ZDA Army brigadni general Janis Karpinski, ki je bil do leta 2004 zadolžen za zapor Abu Ghraib, je španskemu časopisu "El País" povedal, da je videla pismo, ki ga je podpisala Ameriški obrambni minister Donald Rumsfeld, ki je pogodbenikom, zaposlenim v ZDA, dovolil, da med zaslišanjem uporabljajo tehnike, kot je pomanjkanje spanja. "" Metode so sestavljale dolgotrajno mirovanje in spanje pomanjkanje ... predvajanje glasbe v polni glasnosti, neprijetno sedenje ... Rumsfeld je odobril te posebne tehnike. " Povedala je, da je to v nasprotju z Geneva konvencijami in citirala Ženevsko konvencijo: "Vojni ujetniki, ki nočejo odgovoriti, ne smejo biti ogroženi, žaljivi ali izpostavljeni kakršnemu koli neprijetnemu ali neugodnemu ravnanju." Po Karpinskem je bil lastnoročni podpis nad njegovim natisnjenim imenom in z istim rokopisom na robu napisano: "Prepričajte se, da je to doseženo."
1. maja 2005 je  The New York Times  poročal o tekoči vojaški preiskavi na visoki ravni o obtožbah zlorabe pridržanih v Guantánamu, ki jo je izvedel  generalpodpolkovnik Randall M. Schmidt iz letalskega letalstva in obravnava: "račune agentov za Zvezni preiskovalni urad, ki so se pritožili, potem ko so bili priča zapornikom, ki so bili izpostavljeni različnim oblikam ostrega ravnanja. Agenti FBI so zapisali v memorandume ki jih nikoli ni bilo treba javno razkriti, da so videle zasliševalke, ki so silovito stiskale zapornike genitalije in da so bile dolge ure priča drugim pripornikom slečenih in priklenjenih na tla. "
12. julija 2005 so člani vojaškega sveta odboru povedali, da predlagajo disciplinsko kaznovanje poveljnika zapora generalmajor Geoffrey Miller zaradi zaslišanja Mohammed al Qahtani, ki je je bil prisiljen nositi modrček, plesati z drugim moškim in mu grozil s psi. Priporočilo je zavrnil general Bantz J. Craddock, poveljnik ZDA Južno poveljstvo, ki je zadevo poslal generalnemu inšpektorju vojske.
V intervjuju za AP 14. februarja 2008 Paul Rester, glavni vojaški zasliševalec v zalivu Guantanamo in direktor Združene obveščevalne skupine, je dejal, da večina informacij, ki so jih zbrali pridržani, izhaja iz prisilnih zaslišanj in "izgradnje odnosov". ", ne ostre metode zasliševanja.

### Ameriško psihološko združenje
Ameriško psihološko združenje (APA), glavni poklicni organ psihologov v ZDA, je z Bushovo administracijo na skrivaj sodeloval pri pisanju pravnih in etičnih utemeljitev mučenja.

## Začetna poročila in pritožbe
Leta 2006 so starejši organi pregona iz projektne skupine za kriminalistične preiskave MSNBC.com povedali, da so se leta 2002 začeli pritoževati v  ZDA Ministrstvo za obrambo, da so bile taktike zasliševanja, ki jih je vojaško obveščevalno taborišče v zalivu Guantanamo, Guantanamo Bay uporabljala ločena skupina preiskovalcev vojaške obveščevalne službe, neproduktivne, verjetno niso dale zanesljivih informacij in verjetno nezakonite. Ker vojaški poveljniki, ki vodijo taborišče zapornikov, niso mogli dobiti zadovoljstva, so zaskrbljenost izrazili David Brant, direktorju Naval Crime Investigation Service (NCIS), ki je opozoril generalnega zastopnika mornarice Alberto J. Mora.
Generalna zagovornica Mora in generalni pravobranilec mornarice Michael Lohr sta menila, da je ravnanje z zaporniki nezakonito, in je vodil kampanje med drugimi najvišjimi odvetniki in uradniki obrambnega ministrstva za preiskavo in zagotavljanje jasnih standardov, ki prepovedujejo prisilno zasliševanje. V odgovor je Rumsfeld 15. januarja 2003 začasno prekinil odobreno taktiko zasliševanja v zalivu Guantánamo, dokler delovna skupina, ki jo vodi generalni svetovalec letalskih sil  Mary Walker, ne bi mogla pripraviti novega sklopa smernic. .
Delovna skupina je nove smernice temeljila na pravnem dopisu Ministrstva za pravosodje Združenih držav Urada pravnega svetovalca, ki ga je napisal John Yoo in podpisal Jay S. Bybee Avgusta 2002, ki bo kasneje postal splošno znan kot " Torture Memo." Generalni svetovalec Mora je vodil frakcijo delovne skupine, ki se je zavzemala proti tem standardom, in je z Yooem osebno argumentirala vprašanja. Končno poročilo delovne skupine je bilo podpisano in dostavljeno Guantánamu brez vednosti Mora in drugih, ki so nasprotovali njegovi vsebini. Mora trdi, da je bilo ravnanje z zaporniki v skladu z zakonom od 15. januarja 2003, ko je bila prekinjena predhodno odobrena taktika zaslišanja.
Do leta 2008 je bilo javno znano, da je Yoo napisal drugo pravno mnenje z dne 14. marca 2003, ki ga je izdal generalnemu zagovorniku DOD, pet dni pred začetkom invazije na Irak. V njem je zaključil, da zvezni zakoni v zvezi z mučenjem in drugimi zlorabami ne veljajo za izpraševalce v tujini  – , ki jih je takrat uprava uporabljala za Guantanamo in lokacije, kot je Irak.

## Javna stališča in odzivi
Predsednik Bush je izjavil: "Združene države Amerike ne mučijo. In to je pomembno za ljudi po vsem svetu." 
Uprava je sprejela Zakon o obravnavi pridržanih oseb iz leta 2005 za reševanje številnih incidentov v Ljubljani zloraba pripornikov. 
Vendar v njegovem podpisna izjava, Bush je jasno povedal, da si pridržuje pravico do odstopa od tega zakona, če meni, da je potreben.
Porter Goss, direktor Centralne obveščevalne službe v priči predOdbor senata Združenih držav za oborožene službe17. marca 2005 je deskanje na vodi opisal kot "poklicno tehniko zasliševanja", ki jih razlikuje od mučenja:
 Kot sem že prej povedal, in dejansko vem, da mučenje ni  –  in ni produktivno, "je dejal gospod Goss." To ni strokovno zasliševanje. Ne mučimo. "
The Washington Postje januarja 2009 poročal, da je Susan J. Crawford, organ sklica vojaških komisij izjavila o zaslišanju Mohammed al-Qahtani, enega od domnevnih "20. ugrabiteljev "napadov 11. septembra:
Vse tehnike, ki so jih uporabljali, so bile sicer dovoljene, vendar je bil način njihove uporabe pretirano agresiven in preveč vztrajen .... Če pomislite na mučenje, pomislite na neko grozljivo fizično dejanje, storjeno posamezniku. To ni bilo neko posebno dejanje; to je bila le kombinacija stvari, ki so imele zdravniški vpliv nanj in so škodovale njegovemu zdravju. Bilo je žaljivo in nepreklicano. In prisilno. Jasno prisilno. Tisti medicinski vpliv me je potisnil čez rob [torej imenovati mučenje].
Crawford se je odločil, da al-Qahtanija ne bo sodno preganjal, ker je njegovo ravnanje spadalo v opredelitev mučenja, zato so bili dokazi z njega prisiljeni.
Nekdanji predsednik Bush v objavljenih spominih zagovarja uporabnost tehnik "okrepljenega zasliševanja" in še naprej trdi, da niso mučenje.
Nekdanji predsednik Obama, nekdanji državni tožilec Holder in vojaški tožilec Guantanama Crawford so te tehnike označili za mučenje. Britanska vlada je ugotovila, da bi tehnike obravnavali kot mučenje, in zavrnila trditev predsednika Busha. Poročilo Human Rights First (HRF) in Physicians for Human Rights (PHR) navaja, da te tehnike pomenijo mučenje. Navajajo tudi poročilo urada generalnega inšpektorja v ZDA, v katerem je bilo ugotovljeno, da tehnike zasliševanja tipa SERE pomenijo "fizično ali duševno mučenje in prisilo po ženevskih konvencijah.' "Poročilo Združenih narodov je ameriško zlorabo zapornikov obsodilo kot mučenje. Poročilo OZN poziva k prenehanju ameriških tehnik "okrepljenega zasliševanja", saj OZN te metode vidijo kot obliko mučenja. Poročilo OZN tudi opominja proti tajni zapori, katerih uporaba naj bi prav tako pomenila mučenje in bi jo bilo treba prekiniti.
Leta 2009 je Paul Kane iz časopisa "The Washington Post" dejal, da tisk okleva opredeliti te tehnike kot mučenje, saj gre za kaznivo dejanje in nihče, ki se ukvarja z "okrepljenim zasliševanjem", ni obtožen ali obsojen.
 New York Times  tehnike imenuje "ostre" in "brutalne", pri čemer se besedi "mučenje" izogiba v večini, vendar ne pri vseh novice, čeprav "okrepljeno zasliševanje" rutinsko opredeljuje kot mučenje v uvodnikih. Izrazi revije 'Slate' so okrepili zaslišanje "ameriškega programa mučenja".
Poleti 2009 je NPR se je odločil prepovedati uporabo besede mučenje v tem, kar je bilo kontroverzno dejanje. Njegova varuhinja človekovih pravic Alicia Shepard je to politiko zagovarjala tako, da "klicanje mučenja na deski je enako sprejemanju strani." Vendar pa Berkeley profesor lingvistike Geoffrey Nunberg poudaril, da tako rekoč vsi mediji po svetu, razen tistih, ki jih je imenoval "ameriški mediji brez hrbtenice", imenujejo mučenje. Glenn Greenwald je v članku o evfemizmih, ki so jih izumili mediji in kritizirali tudi NPR, razpravljal o omogočanju "korupcije ameriškega novinarstva":
To aktivno medijsko sokrivdo pri prikrivanju, da je naša vlada ustvarila sistematičen režim mučenja, ker tega ni hotela nikoli reči, je eden glavnih razlogov, da se je smelo tako dolgo dogajati. Neprestana in stalna zavrnitev naših vodilnih medijskih institucij, da bi govorile o tem, kar je Bushova administracija storila kot "mučenje"  – , tudi ob smrti več kot 100 pripornikov; uporaba tega izraza s strani vodilnega Bushevega uradnika, da bi opisal, kaj je bilo storjeno v Guantanamu; in dejstvo, da mediji pogosto uporabljajo besedo "mučenje" za opisovanje popolnoma enakih metod, kadar jih uporabljajo druge države  – , razkriva veliko o tem, kako razmišlja sodobni novinar.

### Učinkovitost in zanesljivost
Predloga:Nadalje

#### Poročilo senatnega obveščevalnega odbora
9. decembra Odbor ameriškega obveščevalnega odbora senata Združenih držav Amerike (SSCI) je objavil 525-stranski dokument s ključnimi ugotovitvami in povzetkom njihovega poročila v programu za pridržanje in zasliševanje Cie. Preostanek poročila s 6000 strani ostaja tajen. V poročilu je bilo ugotovljeno, da so bile tehnike zasliševanja veliko bolj hudobne in razširjene, kot je prej poročala CIA; da so "brutalnost, nepoštenost in na videz samovoljno nasilje včasih celo zaposlene [CIA] pripeljali do trenutkov tesnobe." V poročilu je pisalo, da so uradniki Cie prevarali svoje nadrejene v Beli hiši, člane kongresa in celo včasih vrstnike o tem, kako je potekal zasliševalni program in kaj je dosegel.
Povzetek navaja 20 ključnih ugotovitev:
1. CIA s svojimi izboljšanimi tehnikami zasliševanja ni bila učinkovit način pridobivanja obveščevalnih podatkov ali pridobivanja sodelovanja pripornikov.
2. Utemeljitev Cie za uporabo svojih izboljšanih tehnik zasliševanja je temeljila na netočnih trditvah o njihovi učinkovitosti.
3. Zasliševanja pripornikov Cie so bila brutalna in veliko hujša, kot jih je CIA predstavljala oblikovalcem politik in drugim.
4. Pogoji pridržanja zapornikov Cie so bili ostrejši, kot jih je CIA predstavljala oblikovalcem politike in drugim.
5. Cia je [[Ministrstvo za pravosodje ZDA | Ministrstvo za pravosodje] večkrat posredovala netočne informacije, kar je oviralo pravilno pravno analizo programa pridržanja in zasliševanja.
6. Cia se je aktivno izogibala ali ovirala kongresni nadzor nad programom.
7. Cia je ovirala učinkovit nadzor nad Belo hišo in odločanje.
8. Delovanje in upravljanje programa s strani Cie je zapletlo in v nekaterih primerih oviralo misije nacionalne varnosti drugih izvršilna veja agencij.
9. Cia je ovirala nadzor s strani urada generalnega inšpektorja.
10. Cia je usklajevala objavljanje tajnih podatkov medijem, vključno z netočnimi informacijami o učinkovitosti izboljšanih tehnik zasliševanja.
11. Cia ni bila pripravljena, saj je začela izvajati svoj program pridržanja in zasliševanja več kot šest mesecev po tem, ko je dobila pristojne organe.
12. Upravljanje in delovanje programa pridržanja in zasliševanja s strani Cie je bilo ves čas trajanja programa globoko pomanjkljivo, zlasti v letih 2002 in začetku leta 2003.
13. Dva pogodbena psihologa sta zasnovala izboljšane tehnike zasliševanja Cie in imela osrednjo vlogo pri delovanju, ocenjevanju in vodenju programa pridržanja in zasliševanja Cie. Do leta 2005 je CIA pretežno oddajala operacije, povezane s programom.
14. Priporniki Cie so bili podvrženi prisilnim tehnikam zasliševanja, ki jih ministrstvo za pravosodje ni odobrilo ali ni odobrilo sedež Cie.
15. CIA ni opravila celovitega ali natančnega obračunavanja števila posameznikov, ki jih je pridržala, in pridržala posameznike, ki niso izpolnjevali zakonskih standardov za pridržanje. Trditve Cie o številu pridržanih in izpopolnjenih tehnik zasliševanja so bile netočne.
16. CIA ni uspela ustrezno oceniti učinkovitosti svojih izboljšanih tehnik zasliševanja.
17. CIA je redko grajala ali osebje odgovarjala za resne ali pomembne kršitve, neprimerne dejavnosti ter sistematične in posamezne neuspehe pri vodenju.
18. Cia je marginalizirala in ignorirala številne notranje kritike, kritike in ugovore v zvezi z delovanjem in upravljanjem Programa pridržanja in zasliševanja Cie.
19. Program pridržanja in zasliševanja Cie je bil sam po sebi nevzdržen in se je do leta 2006 dejansko končal zaradi nepooblaščenih razkrivanj v tisku, zmanjšanega sodelovanja drugih držav ter pravnih in nadzornih pomislekov.
20. Program pridržanja in zasliševanja Cie je poškodoval položaj ZDA v svetu in povzročil druge pomembne denarne in nedenarne stroške.

Poročilo senata je natančno natančno preučilo, ali je mučenje zagotovilo informacije, ki so bile koristne pri iskanju Osame Bin Ladena, in ugotovilo, da ni, in da je CIA namerno zavajala politične voditelje in javnost, če je rekla.
Trije nekdanji direktorji Cie George Tenet, Porter Goss in Michael Hayden, ki so nadzirali program v času njihovega mandata, so senatu nasprotovali poročilu senata. Uradni list Street Journal, ki ga je označil za slabo narejenega in strankarskega. Vztrajali so, da so nekatere informacije, pridobljene iz programa Cie, koristne, zlasti da so tehnike zasliševanja nekatere pridržane prilagodile in da so "informacije, ki jih zagotavlja celotna količina pridržanih v priporu Cie" privedle do Osame Bin Ladna.. Po navedbah Cie so bili iz razlogov za izboljšanje zaslišanja uporabljeni "pogoji" zaradi varnosti in "zaradi drugih utemeljenih razlogov, na primer za ustvarjanje okolja, ki je ugodno za prehod zajetega in odpornega terorista (sic) na zapornike, ki sodelujejo pri poročanju." 
Republikanec senator John McCain je ob sklicevanju na direktorja Obamine uprave Cie Leon Panetta (ki se ni pridružil ostalim v Wall Street Journal Op-ed) že dejal, da brutalnost ni prinesla koristnih informacij v lovu na Osama Bin Laden; vodi so bili "pridobljeni s standardnimi, neprisilnimi sredstvi." Maja 2011 je Panetta senatorju McCainu pisala, da:
 {{citation}}: Prazen sklic (pomoč)
Leta 2014 je Panetta zapisal, da je mučenje sicer dalo nekaj koristnih informacij, vendar izdelek ni vreden cene, in če bi ga vprašali, ali naj se Amerika ukvarja s podobnimi praksami, bi rekel "ne." Direktor Obamine uprave Cie John Brennan je dejal, da je "neznansko", ali je brutalnost pomagala ali ovirala zbiranje koristnih obveščevalnih podatkov. 
Tiskovni sekretar Bele hiše Josh Earnest je dejal, ali so informacije, pridobljene z mučenjem Cie, morda pomagale najti Osamo Bin Ladena, predsednik Obama meni, da "uporaba teh tehnik ni bila vredna zaradi škode, ki je bila povzročena našim nacionalnim vrednotam občutek, v kaj verjamemo kot Američani. " Podobno se je republikanec McCain strinjal z demokratko Dianne Feinstein v izjavah na senatskem dnu, da je mučenje "obarvalo našo nacionalno čast" in "veliko škode in malo praktične koristi".

#### Interne ocene učinkovitosti CIA

##### Pregled Panetta
Panetta Review je bil pregled, ki ga je leta 2009 začela CIA in je preučeval uporabo mučenja med zaslišanji pridržanih. Pregled je bil opisan kot "posebej pekoč ... ekstremnih metod zasliševanja, kot je vodno plovbo, ki so v opombah opisovali kot malo inteligence."

##### pregled 2015
Na zahtevo svetovalca za nacionalno varnost Susan Rice je leta 2015 CIA sestavila povzetek ključnih obveščevalnih podatkov, ki so bili v skladu z njihovimi evidencami zbrani po uporabi ( neopredeljene) tehnike zasliševanja. Memorandum navaja obveščevalne podatke v zvezi z naslednjimi temami: zaplet v Karačiju, zaplet v Heathrowu, "drugi val", celica Guraba, Issa al-Hindi, Abu Talha al-Pakistani, Hambalijevo ujetje, Jafaar al-Tayyar, Umazana bomba, Shoe bomb in Sh (a) kai (Pakistan). CIA je ugotovila, da so bile izboljšane tehnike zasliševanja učinkovite pri zagotavljanju obveščevalnih podatkov in je bil ključni razlog, da Al Kaida od 11. septembra 2001 ni začela spektakularnega napada na Zahodu.

### Uničenje videokaset
Decembra 2007 je postalo znano, da je CIA uničila številne videokasete, na katerih je bilo zaslišanje zapornikov. Razkritja leta 2010 so razkrila, da je Jose Rodriguez mlajši, vodja direktorata za operacije pri CIA od leta 2004 do 2007, odredil, da se trakovi uničijo, ker je menil, da bodo "uničujoči za CIA. "in da" toplota uničevanja ni nič v primerjavi s tem, kar bi bila, če bi trakovi kdaj prišli v javno last. "
 New York Times  poroča, da bi se po mnenju "nekaterih poznavalcev" preiskava tajnega programa pridržanja C.I.A., ki je analizirala te tehnike, "lahko končala s kazenskimi obtožbami zaradi zasilnih zaslišanj." V prispevku za "New York Times" Thomas H. Kean in Lee H. Hamilton, predsednik in podpredsednik Komisija 11. septembra , je izjavil:

Kot pravna zadeva nismo na nas, da preučimo, ali družba C.I.A. ni razkrila obstoja teh trakov. To je za druge. Vemo, da so se vladni uradniki odločili, da ne bodo obvestili zakonito ustanovljenega organa, ki sta ga ustanovila kongres in predsednik, da bi raziskali eno največjo tragedijo v tej državi. Temu pravimo oviranje.
V odgovor na tako imenovane "memorandume o mučenju" Scott Horton je zapisal:
možnost, da so avtorji teh memorandumov svetovali uporabo smrtonosnih in nezakonitih tehnik in se zato krivdna krivda soočajo sami. To je navsezadnje nauk ZDA proti Altstötterju, zadeve v Nürnbergu, vložene zoper nemške odvetnike ministrstva za pravosodje, katerih memorandumi so bili podlaga za izvajanje zloglasnega "Odredba o noči in megli.
Jordan Paust se je strinjal z odzivom na Mukaseyjevo zavrnitev preiskave in / ali pregona vsakogar, ki se je oprl na ta pravna mnenja
pravno in moralno je nemogoče, da bi kateri koli član izvršilne veje ravnal zakonito ali v okviru svojih pooblastil, medtem ko je sledil mnenjem urada OLC, ki so očitno v neskladju z zakoni ali jih kršijo. General Mukasey, samo upoštevanje ukazov ni obramba!

### Poročilo Mednarodnega odbora Rdečega križa
15. marca 2009 je Mark Danner predložil poročilo v časopisu "New York Review of Books" (s skrajšano različico v "The New York Times"), v katerem je opisal in komentiral vsebina poročila Mednarodnega odbora Rdečega križa (ICRC),  Poročilo o ravnanju s štirinajstimi "pridržanimi osebami visoke vrednosti" v priporu Cie "(43 str., februar 2007). »Poročilo ...« je zapis razgovorov z zaporniki črna stran, opravljenih med 6. in 11. oktobrom ter 4. in 14. decembrom 2006 po premestitvi v Guantánamo. 
(Po Dannerjevih besedah je bilo poročilo označeno kot "zaupno" in pred tem ni bilo javno objavljeno, preden mu je bilo na voljo.)
Danner ponuja odlomke intervjujev s pridržanimi, med njimi Abu Zubaydah, Walid bin Attash in Khalid Sheikh Mohammed. Po besedah Dannerja poročilo vsebuje odseke o "metodah slabega ravnanja", vključno z zadušitvijo z vodo, dolgotrajnim stresom, udarci z ovratnikom, udarci in brcanje, zaprtje v škatli, dolgotrajna golota, pomanjkanje spanja in uporaba glasnih glasba, izpostavljenost hladni temperaturi / hladni vodi, dolgotrajna uporaba lisic in okov, grožnje, prisilno britje in pomanjkanje / omejena dobava trdne hrane. Danner citira poročilo ICRC, ki pravi, da "je bilo v mnogih primerih trpljenje, ki so jim bili izpostavljeni, ko so bili v programu CIA, bodisi posamezno bodisi v kombinaciji, mučenje. Poleg tega pa so mnogi drugi elementi slabega ravnanja , bodisi posamezno bodisi v kombinaciji, predstavlja kruto, nečloveško ali ponižujoče ravnanje."
Cia je 10. junija 2016 objavila močno redizirano različico sestanka 8. novembra 2006. Poročilo pripoveduje, da se MKCK zdi, da so zgodbe pridržanih "v veliki meri verodostojne, saj je veliko poudarilo dejstvo, da njegov premestitev, zdravljenje in pogoji pridržanja so bili v bistvu dosledni, čeprav smo bili mi [CIA] med svojim pridržanjem med seboj brez komunikacije. "

### Poročilo odbora za oborožene službe senata
Poročilo dvostranskega odbora za oborožene senate, 
izšel delno decembra 2008 in v celoti aprila 2009, zaključil, da je pravno dovoljenje za "okrepljene tehnike zasliševanja" neposredno privedlo do zlorab in pobojev ujetnikov v ameriških vojaških objektih v Abu Ghraibu, Bagram, in drugje. Brutalna zloraba domneva se, da izvira iz kitajskih komunističnih tehnik mučenja za pridobivanje lažnih izpovedi ameriških vojnih ujetnikov se je preselila iz zaliva Guantanamo v Afganistan, nato v Irak in Abu Ghraib. Poročilo ugotavlja, da so nekatere odobrene tehnike, vključno z "uporabo stresnih položajev in pomanjkanjem spanja v kombinaciji z drugimi oblikami slabega ravnanja", povzročile ali so neposredno prispevale k dejavnostim več zapornikov, ki so bili mučeni do smrti. Poročilo tudi ugotavlja, da je dovoljevanje zlorabe ustvarilo pogoje za druge, nepooblaščene zlorabe z ustvarjanjem pravne in moralne klime, ki spodbuja nečloveško ravnanje. ", "izkrivil pomen in namen proti mučenju zakonov in [in] racionaliziral zlorabo pridržanih", sporočajo, da so "fizični pritiski in degradacija ustrezna obravnava." Sledilo je "rušenje standardov, ki narekujejo humano ravnanje z zaporniki.": xxix Poročilo je ministru za obrambo Rumsfeldu in njegovim namestnikom očitalo, da so bili po poročanju The Washington Posta neposredno odgovorni kot "avtorji in glavni promotorji ostre politike zasliševanja, ki so osramotile narod in spodkopale varnost ZDA."

### Primerjava z gestapovsko zasliševalno metodo, imenovano „Verschärfte Vernehmung“
Pisatelj ['Atlantic Monthly' ] Andrew Sullivan je opozoril na podobnosti med zasliševalno metodo Gestapo, imenovano "Verschärfte Vernehmung", in tem, kar ZDA imenujejo "okrepljeno zaslišanje". Trdi, da je bila prva uporaba izraza, primerljivega z "okrepljenim zaslišanjem", sporočilo šefa Gestapa leta 1937 Heinrich Müller, ki je skoval besedno zvezo "Verschärfte Vernehmung" v nemščini za "ostro zaslišanje", "okrepljeno "ali" okrepljeno zaslišanje ", ki med drugimi tehnikami opisuje izpostavljenost ekstremnemu mrazu, pomanjkanje spanja, suspenzijo v stresnih položajih in namerno izčrpanost. Sullivan poroča, da je leta 1948 Norveška preganjala nemške uradnike zaradi dokumentov, ki so jih poimenovali "Verschärfte Vernehmung", vključno z izpostavljenostjo hladni vodi in večkratnim pretepanjem. Sullivan zaključi:

Že sam stavek, ki ga je predsednik uporabil za opis mučenja, ki ni nekako mučenje  – , "izboljšane tehnike zasliševanja"  –  je izraz, ki so ga prvotno ustvarili nacisti. Tehnike ni mogoče ločiti. Metode so bile leta 1948 jasno razumljene kot vojni zločini. Kazen zanje je bila smrt.

### Vpliv na ugled Združenih držav
Zgodovinar Arthur M. Schlesinger Jr. je pri oceni učinka Bushevega programa mučenja na ugled Združenih držav v svetu izjavil, da škode za ugled ZDA ni mogoče oceniti. "Nobeno zavzeto stališče ni {več škodilo ameriškemu ugledu na svetu  – ."

## Preiskava in pozivi k pregonu

### Zahteva za posebno odvetniško sondo
8. junija 2008 je šestinpetdeset predstavniških demokratov zaprosilo za neodvisno preiskavo, s čimer se je povečala možnost, da bi odobritev teh tehnik uradniki Busheve administracije lahko predstavljali kaznivo dejanje. Kongresniki, ki so sodelovali pri pozivu k takšni preiskavi, so bili John Conyers, Jan Schakowsky in Jerrold Nadler.
Pismo je bilo naslovljeno na državni tožilec Michael B. Mukasey z ugotovitvijo, da:
informacije kažejo, da je Busheva administracija morda sistematično izvajala od zgoraj navzdol politike zasliševanja zapornikov, ki predstavljajo mučenje ali kako drugače kršijo zakon. ... Ker so bile te očitne "izboljšane tehnike zasliševanja" uporabljene v okviru pravnih mnenj ministrstva za pravosodje, je potreba po zunanjem posebnem tožilcu očitna.
Po poročanju časopisa  Washington Post  je bila prošnja zavrnjena, ker je državni tožilec Michael B. Mukasey menil, da "so uradniki ravnali v" dobri veri ", ko so iskali pravna mnenja, in da so se odvetniki, ki so jim zagotovili, najbolje odločili." 
Članek je tudi poročal, da "[h] e opozarja, da bi lahko zaradi inkriminacije postopka oblikovalci politik sami sebe ugibali in" škodovali naši nacionalni varnosti v prihodnosti."
Potem ko je Cheney priznal svojo vpletenost v odobritev teh taktik Senator Carl Levin, predsednik Odbora za oborožene službe, urednik New York Timesa, Glenn Greenwald in Scott Horton sta poudarila pomen kazenske preiskave: "Treba bi bilo imenovati tožilca, ki bi obravnaval kazenske obtožbe proti najvišjim uradniki v Pentagonu in drugi, ki sodelujejo pri načrtovanju zlorabe. "